# 엘빈 비숍
엘빈 비숍(Elvin Bishop, 1942년 10월 21일 ~ )은 미국의 록 음악 가수 겸 싱어송라이터이며 기타리스트 겸 작곡가이다.

## 생애
미국 캘리포니아주 로스 앤젤레스 군 글렌데일에서 출생하였으며 지난날 한때 미국 아이오와주 엘리엇을 거쳐 미국 오클라호마주 털사에서 잠시 유아기를 보낸 적이 있고 훗날 미국 일리노이주 시카고에서 성장한 그는 1963년 솔로 가수 첫 데뷔하였다.

## 유명세
그는 일반적으로 대한민국에서는 《Sunshine special》이라는 노래 작품이 대중적으로 히트한 미국 블루스 록 가수로 널리 잘 알려져 있다.

## 같이 보기
- 로큰롤 명예의 전당
- 블루스 명예의 전당